# Bulloch County
Das Bulloch County ist ein County im Bundesstaat Georgia der Vereinigten Staaten. Verwaltungssitz (County Seat) ist Statesboro.

## Geographie
Das County liegt im Osten von Georgia, ist im Südosten etwa 80 km vom Atlantik und im Osten etwa 40 km vom Nachbarstaat South Carolina entfernt. Es hat eine Fläche von 1784 Quadratkilometern, wovon 18 Quadratkilometer Wasserflächen sind und grenzt im Uhrzeigersinn an folgende Countys: Screven County, Effingham County, Bryan County, Evans County, Candler County, Emanuel County und Jenkins County.

## Geschichte
Bulloch County wurde am 8. Februar 1796 als 21. County im Territorium Georgia gebildet. Benannt wurde es nach Archibald Bulloch, dem ersten Gouverneur des Territoriums Georgia.

## Demografische Daten
Laut der Volkszählung von 2010 verteilten sich die damaligen 70.217 Einwohner auf 25.575 bewohnte Haushalte, was einen Schnitt von 2,56 Personen pro Haushalt ergibt. Insgesamt bestehen 28.794 Haushalte.
57,8 % der Haushalte waren Familienhaushalte (bestehend aus verheirateten Paaren mit oder ohne Nachkommen bzw. einem Elternteil mit Nachkomme) mit einer durchschnittlichen Größe von 3,08 Personen. In 30,4 % aller Haushalte lebten Kinder unter 18 Jahren sowie in 18,3 % aller Haushalte Personen mit mindestens 65 Jahren.
29,4 % der Bevölkerung waren jünger als 20 Jahre, 36,8 % waren 20 bis 39 Jahre alt, 20,6 % waren 40 bis 59 Jahre alt und 13,2 % waren mindestens 60 Jahre alt. Das mittlere Alter betrug 26 Jahre. 49,9 % der Bevölkerung waren männlich und 50,1 % weiblich.
67,2 % der Bevölkerung bezeichneten sich als Weiße, 27,6 % als Afroamerikaner, 0,3 % als Indianer und 1,5 % als Asian Americans. 1,8 % gaben die Angehörigkeit zu einer anderen Ethnie und 1,7 % zu mehreren Ethnien an. 3,5 % der Bevölkerung bestand aus Hispanics oder Latinos.
Das durchschnittliche Jahreseinkommen pro Haushalt lag bei 35.642 USD, dabei lebten 33,1 % der Bevölkerung unter der Armutsgrenze.

## Kultur und Sehenswürdigkeiten

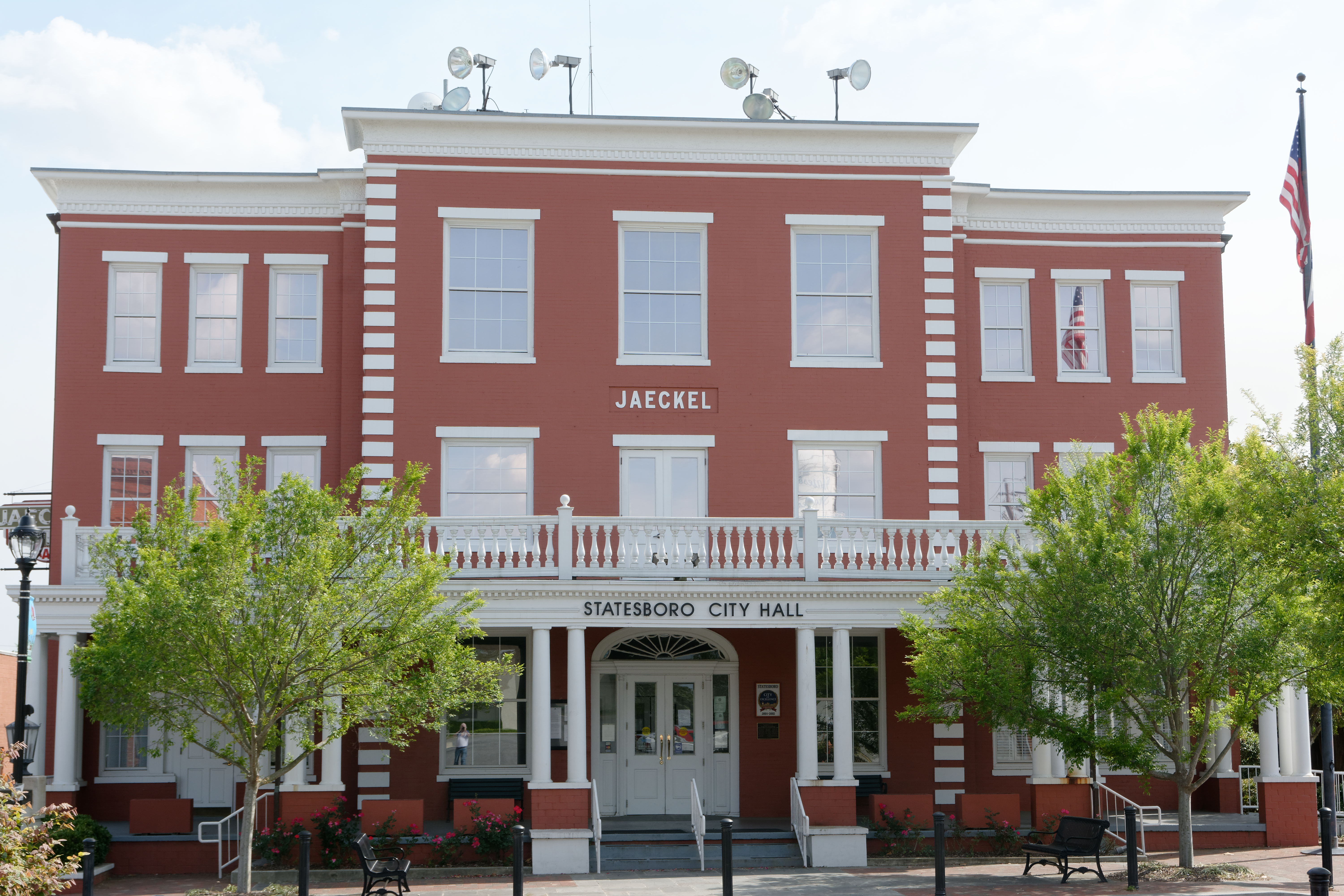
Jaeckel Hotel (2017). Das dreistöckige Hotelgebäude entstand im Jahr 1905 und hatte illustre Gäste wie William Jennings Bryan, Cornelius Vanderbilt und Henry Ford. Im Juni 1982 wurde es als zweites Objekt im County in das NRHP eingetragen.

23 Bauwerke, Stätten und Historic Districts („historische Bezirke“) im Bulloch County sind im National Register of Historic Places („Nationales Verzeichnis historischer Orte“; NRHP) eingetragen (Stand 25. Juli 2023), neben dem Gerichts- und Verwaltungsgebäude sind dies unter anderem eine Kirche und ein Hotelgebäude.

## Orte im Bulloch County
Orte im Bulloch County mit Einwohnerzahlen der Volkszählung von 2010:
Cities:
- Brooklet – 1.395 Einwohner
- Statesboro (County Seat) – 28.422 Einwohner

Towns:
- Portal – 638 Einwohner
- Register – 175 Einwohner